# Sybra papuensis
Sybra papuensis là một loài bọ cánh cứng trong họ Cerambycidae.